# Primaire progressieve afasie
Primaire progressieve afasie (Engels: primary progressive aphasia, PPA) is een zeldzame neurologische aandoening waarbij iemands taalvermogen geleidelijk aan steeds meer wordt aangetast. PPA wordt ook wel de ziekte van Mesulam genoemd, naar de wetenschapper die de symptomen in 1982 voor het eerst definieerde.
Bij mensen met PPA is sprake van een afasie die geleidelijk aan steeds ernstiger vormen aanneemt. Vooral het zelf voortbrengen van taal wordt ernstig bemoeilijkt. In mindere mate gaat ook het vermogen tot het begrijpen van taal achteruit.

## Symptomen
PPA begint meestal met problemen bij de articulatie van spraakklanken, die uitgroeien tot een echte afasie. Bij een minder vaak voorkomende vorm van PPA is vooral sprake van problemen met het vinden van het juiste woord of de juiste zinsbouw zonder dat dit gepaard gaat met problemen bij de articulatie.

## Verschil met andere aandoeningen
Er bestaan verschillende andere neurologische aandoeningen waarbij ook progressieve taalstoornis optreedt, zoals de ziekte van Alzheimer, de ziekte van Pick en de ziekte van Creutzfeldt-Jakob. Bij PPA blijven de lichamelijke en geestelijke vermogens op andere dan de aan taal gerelateerde vlakken vrijwel hetzelfde. De patiënt is nog gewoon in staat voor zichzelf te zorgen, hobby's uit te oefenen en eventueel zelfs nog tot een vorm van werken. Bij de meeste andere neurologische aandoeningen is dit niet het geval. Voordat de diagnose PPA kan worden gesteld, moeten alle andere neurologische aandoeningen daarom eerst zijn uitgesloten.

## Onderzoek
Onderzoekers aan de Northwestern University Feinberg School of Medicine ontdekten dat een veelgebruikte medicamenteuze behandeling voor de ziekte van Alzheimer ook Primaire Progressieve Afasie (PPA) efficiënt kan behandelen. De bevindingen werden gepubliceerd in het wetenschappelijke tijdschrift Neurology.